# Truus van Lier

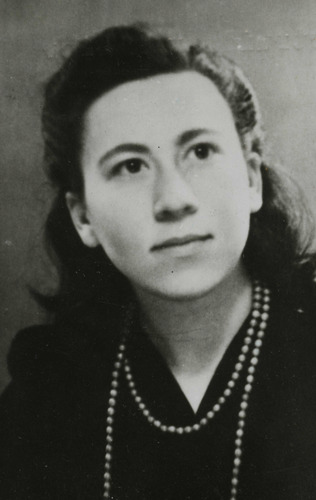
Truus van Lier

Truus van Lier, eigentlich Geertruida (22. April 1921 in Utrecht – 27. Oktober 1943 im KZ Sachsenhausen) war eine niederländische Widerstandskämpferin gegen die Hitlerdiktatur und gegen die Besetzung der Niederlande.

## Leben und Werk

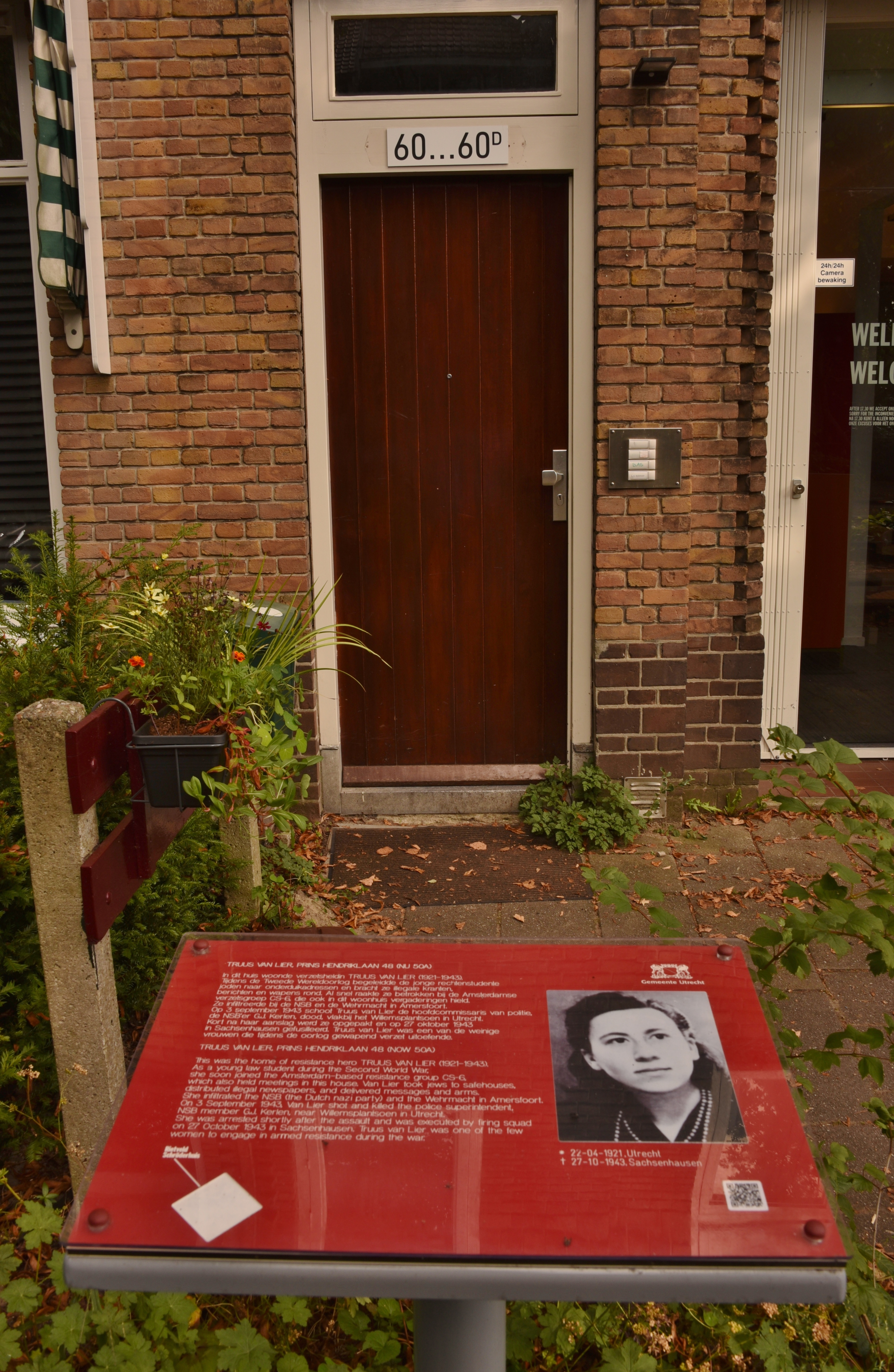
Gedenktafel in Utrecht

Ihre Eltern waren der Rechtsanwalt Willem Alexander van Lier und die Chemikerin Dirkje Willemina Wensink, die an der Universität Utrecht arbeitete. Ihr Großvater Lambertus van Lier zählte zu den Gründern der Utrechtschen Hypotheekbank mit Sitz am Drift 17.
Im Herbst 1940 begann van Lier ein Jurastudium an der Universität Utrecht und wurde Mitglied der Widerstandsgruppe CS-6, deren Name sich von der Adresse Corellistraat 6 in Den Haag, dem Hauptquartier der Gruppe, ableitete. Im Laufe des Jahres 1943 infiltrierte van Lier die Nationaal-Socialistische Beweging (NSB) und die Wehrmacht in Amersfoort. Es gelang ihr, Fotos vom Militärflugplatz Soesterberg zu schießen und sie an den Widerstand weiterzuleiten. Zudem soll sie als Kurier illegale Literatur und Waffen geliefert und untergetauchte jüdische Menschen zu ihrem Versteck eskortiert haben. Am 3. September 1943 erschoss sie den Utrechter Polizeichef und führenden Nationalsozialisten Gerardus Johannes Kerlen in der Nähe seines Hauses am Willemsplantsoen. Der SS-Sturmbannführer Willy Lages versprach eine Belohnung von 10.000 Gulden für denjenigen, der Hinweise auf die Attentäterin geben könne. Van Lier wurde von einer CS-6-Kameradin verraten, die inzwischen Spionin für die Deutschen geworden war. Am 14. September 1943 wurde van Lier in Haarlem festgenommen, in das KZ Sachsenhausen verschleppt und dort am 27. Oktober 1943 durch ein Erschießungskommando hingerichtet. Laut Zeugenberichten begab sie sich mit zwei weiteren Widerstandskämpferinnen erhobenen Hauptes und singend zur Hinrichtung. Zum Zeitpunkt ihres Todes war sie 22 Jahre alt.

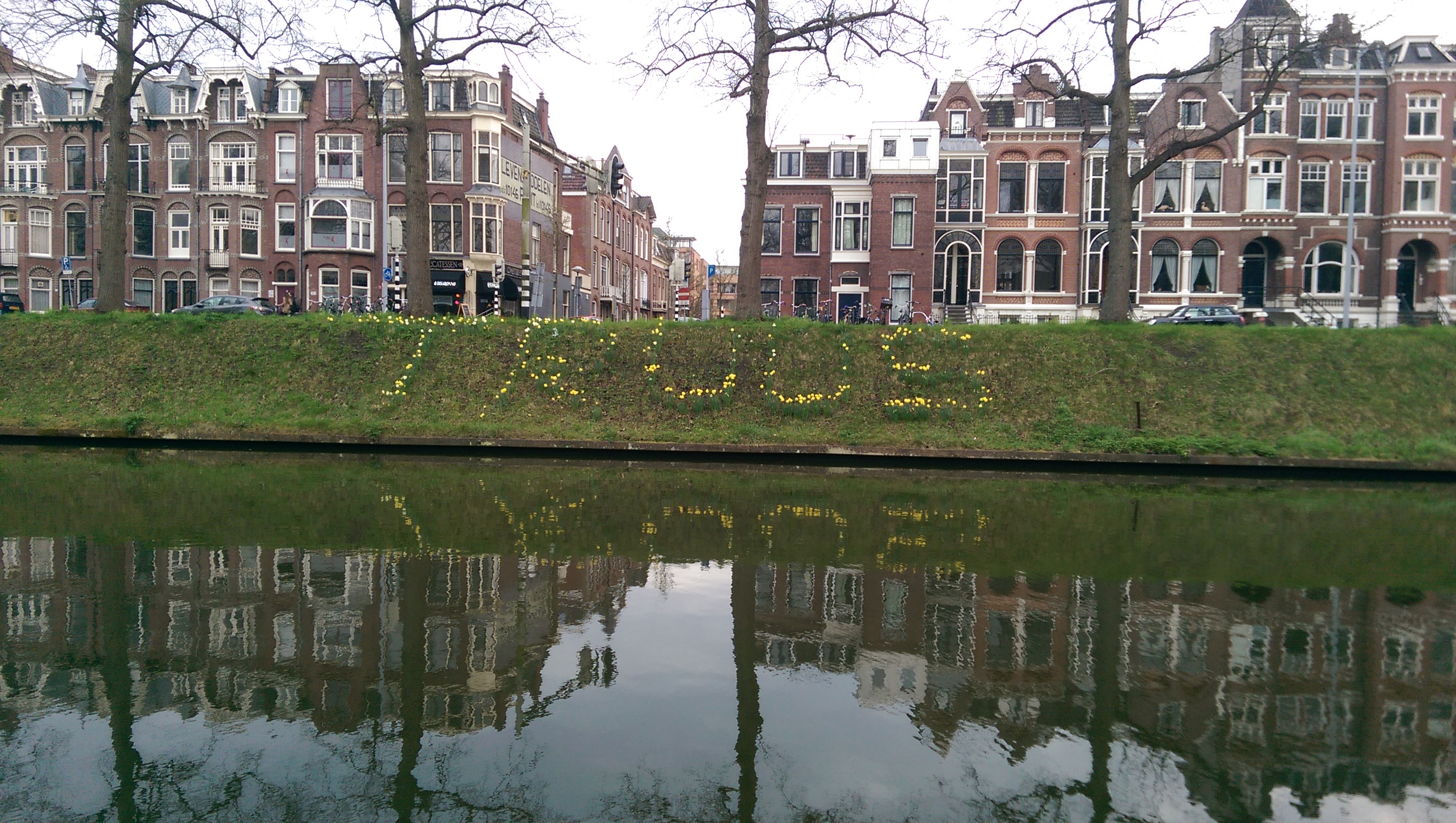
Schriftzug Truus in Blumenform, Utrecht

Ihr Vater, der als Jude galt, überlebte, indem er untertauchte. Er wusste nichts über das Schicksal seiner Tochter und suchte per Zeitungsannoncen nach Informationen. Am 10. Juli 1946 informierte ihn das Rote Kreuz über ihr Schicksal. Die Informantin, die van Lier verraten hatte, wurde nach Ende des Zweiten Weltkriegs verurteilt.

### Schicksal der Angehörigen
Auch van Liers Mutter wurde vom NS-Regime ermordet. Sie wurde festgenommen, im Kamp Vught interniert und in das KZ Ravensbrück deportiert, wo sie im Januar 1945 verstarb. Eine Nichte, Trui van Lier (1914–2002), kümmerte sich um jüdische Kinder. Gemeinsam mit Jet Berdenis van Berlekom (1920–2010) und dem Kinderheim Kindjeshaven in Utrecht gelang es ihr, 150 Kinder vor den Besatzern in Sicherheit zu bringen. Truus’ ältere Schwester Wilhelmina engagierte sich ebenfalls im Widerstand. Sie konnte rechtzeitig nach Frankreich flüchten und gelangte von dort über Spanien nach England.

## Gedenken

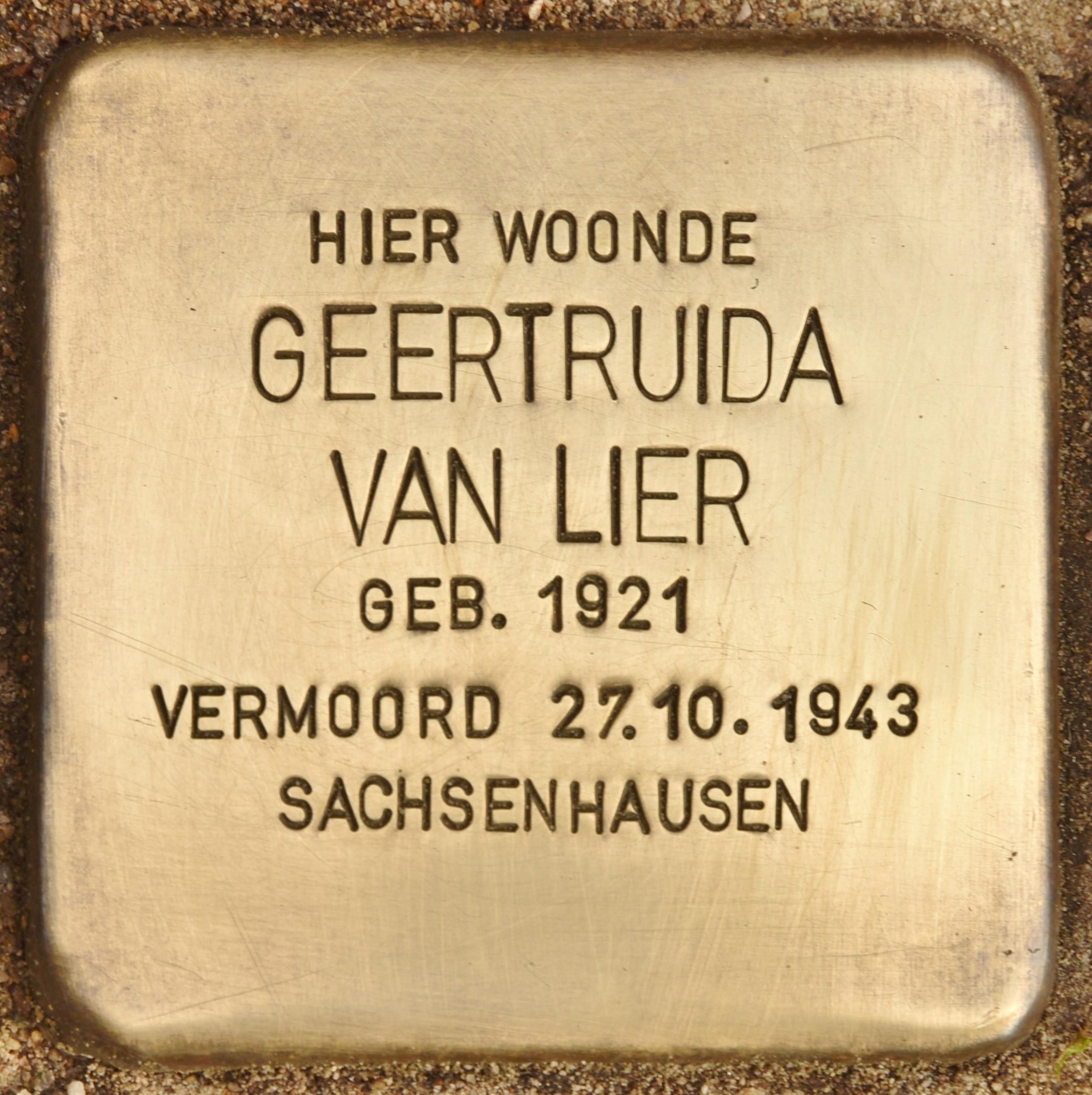
Stolperstein in Utrecht

Truus van Lier wird in den Niederlanden nach wie vor sehr verehrt. Es gibt eine Audiotour für Truus & Trui van Lier, es gibt Gedenkstätten und in Amsterdam Osdorp ist eine Straße nach ihr benannt. Auf einem Gedenkstein für gefallene Studenten in Utrecht findet sich auch ihr Name. Von Joyce Overheul stammt eine Bronzestatue von van Lier, die im April 2022 auf dem Willemsplantsoen enthüllt wurde.
Im Jahr 2003 erstellte der Filmemacher Jan van Friesland eine VPRO-Reportage über Van Lier und das Attentat auf Gerardus Johannes Kerlen. Eine ungewöhnliche Hommage ist seit ungefähr 2005 an der Catharijnesingel von Utrecht zu sehen: Tommie Hendriks pflanzte gelbe und weiße Narzissen, die zusammen den Namen Truus bildeten. Im Dezember 2020 wurden die Narzissen an einem anderen Ort gepflanzt, der Name erscheint jetzt am Waalsteg. 2021 wurde in Utrecht ein Stolperstein für die Widerstandskämpferin verlegt. In diesem Kontext wurde sie von der Gemeente Utrecht als „Heldin des Widerstands“ tituliert.